# Xã Wallace, Quận Franklin, Arkansas
Xã Wallace (tiếng Anh: Wallace Township) là một xã thuộc quận Franklin, tiểu bang Arkansas, Hoa Kỳ. Năm 2010, dân số của xã này là 323 người.